# Norra Bjursjön
Norra Bjursjön är en sjö i Boxholms kommun i Östergötland och ingår i Motala ströms huvudavrinningsområde. Sjön har en area på 0,0687 kvadratkilometer och ligger 180,1 meter över havet.

## Delavrinningsområde
Norra Bjursjön ingår i det delavrinningsområde (643960-145716) som SMHI kallar för Rinner till Sommen-Västra. Medelhöjden är 170 meter över havet och ytan är 26,87 kvadratkilometer. Det finns inga avrinningsområden uppströms utan avrinningsområdet är högsta punkten. Svartån som avvattnar avrinningsområdet har biflödesordning 2, vilket innebär att vattnet flödar genom totalt 2 vattendrag innan det når havet efter 148 kilometer. Avrinningsområdet består mestadels av skog (56 procent). Avrinningsområdet har 138,86 kvadratkilometer vattenytor vilket ger det en sjöprocent på 30,6 procent.